# Валье-де-ла-Луна (Боливия)
 Валье-де-ла-Луна  (исп. Valle de la Luna), что в переводе означает «Лунная долина» — территория с геологическими образованиями из глины и песчаника, внешне напоминающая неземную поверхность. Вопреки названию, это не совсем долина, а лабиринт каньонов и гигантских шпилей. Считается туристической достопримечательностью.

## Геология
Формация образовалась в результате постоянной эрозии гор под воздействием сильных ветров и атмосферных осадков. Одной из особенностей является переход рельефной поверхности от чисто бежевых тонов до участков красного и темно-фиолетового цвета. Это связано с различием в минеральном составе между каждой отдельной частью.

## Расположение
Долина находится в десяти километрах от города Ла Пас, в провинции Педро Доминго Мурильо департамента Ла Пас.

## Происхождение названия
По словам местных гидов, Валье-де-ла-Луна получила свое название после того, как Нил Армстронг, посетил это место и отметил, что ландшафт напоминает лунный.

Доподлинно неизвестно, является ли это фактом или легендой.

## Галерея

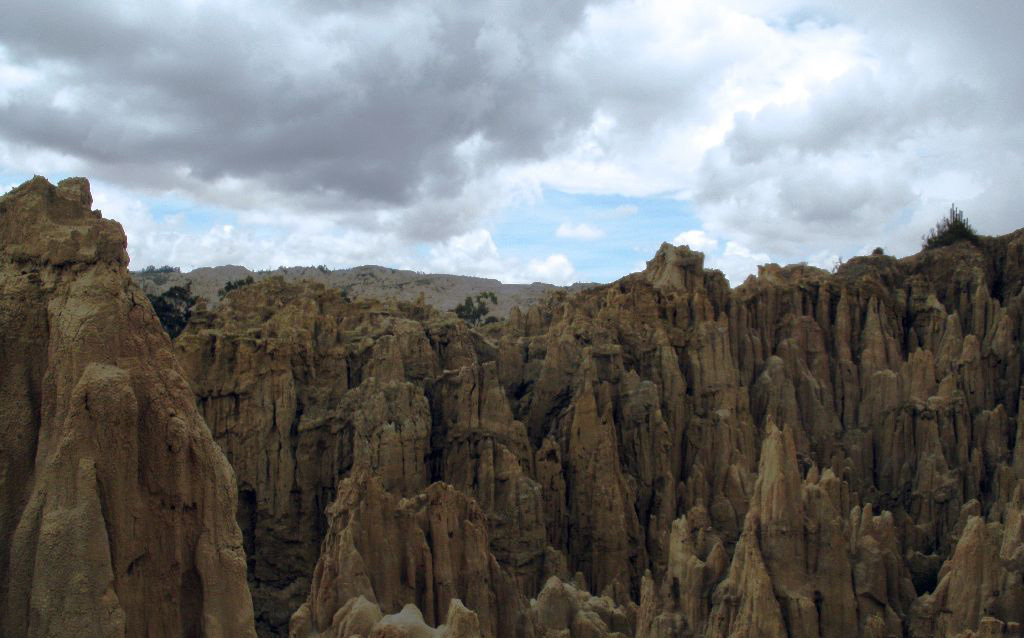
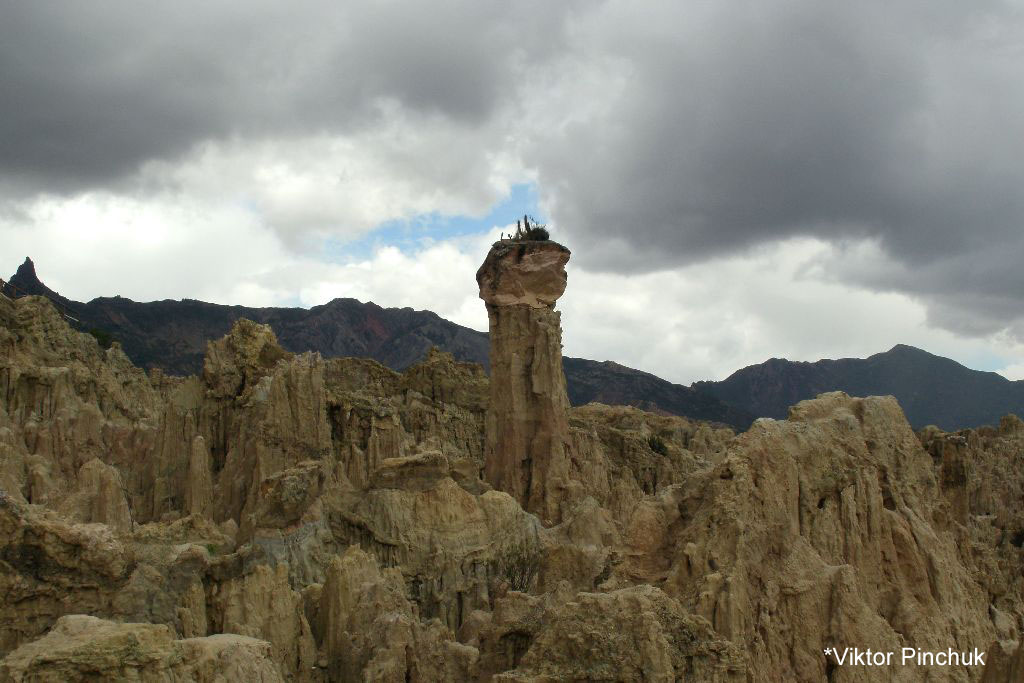
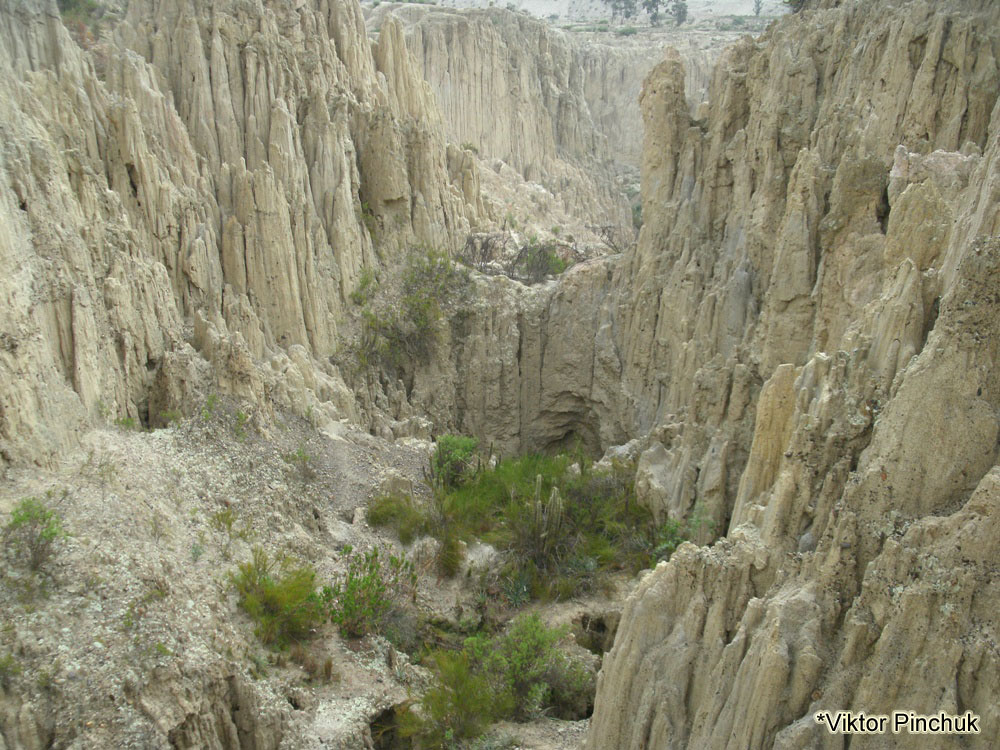
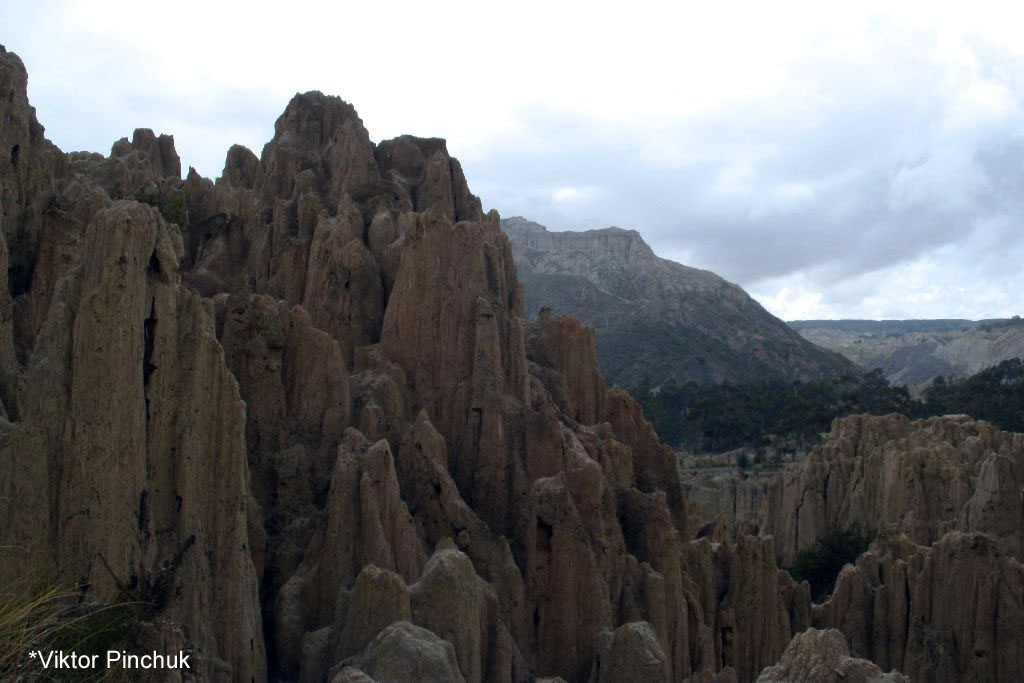
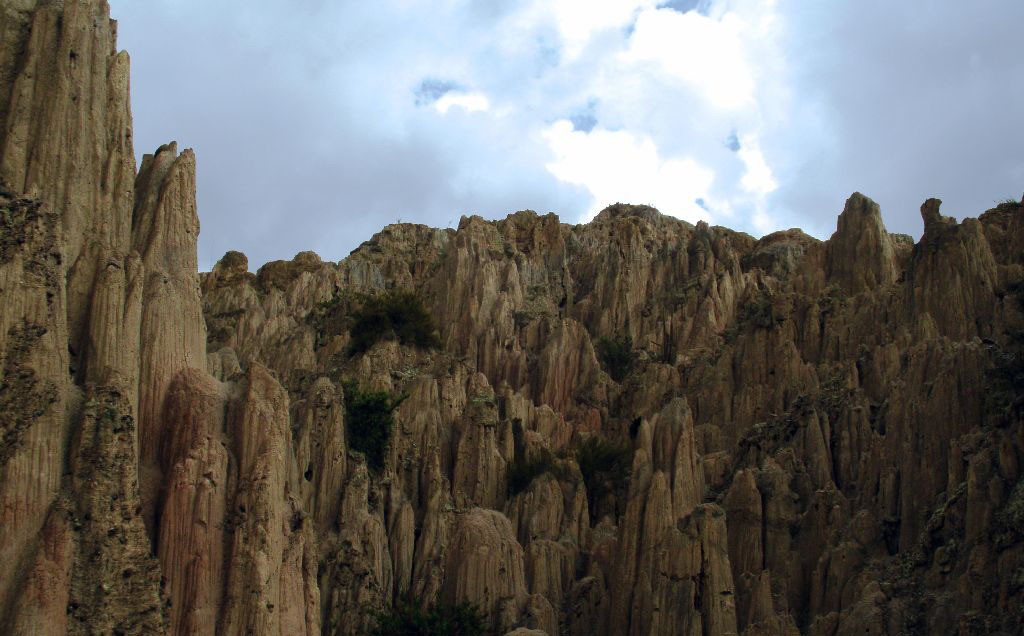
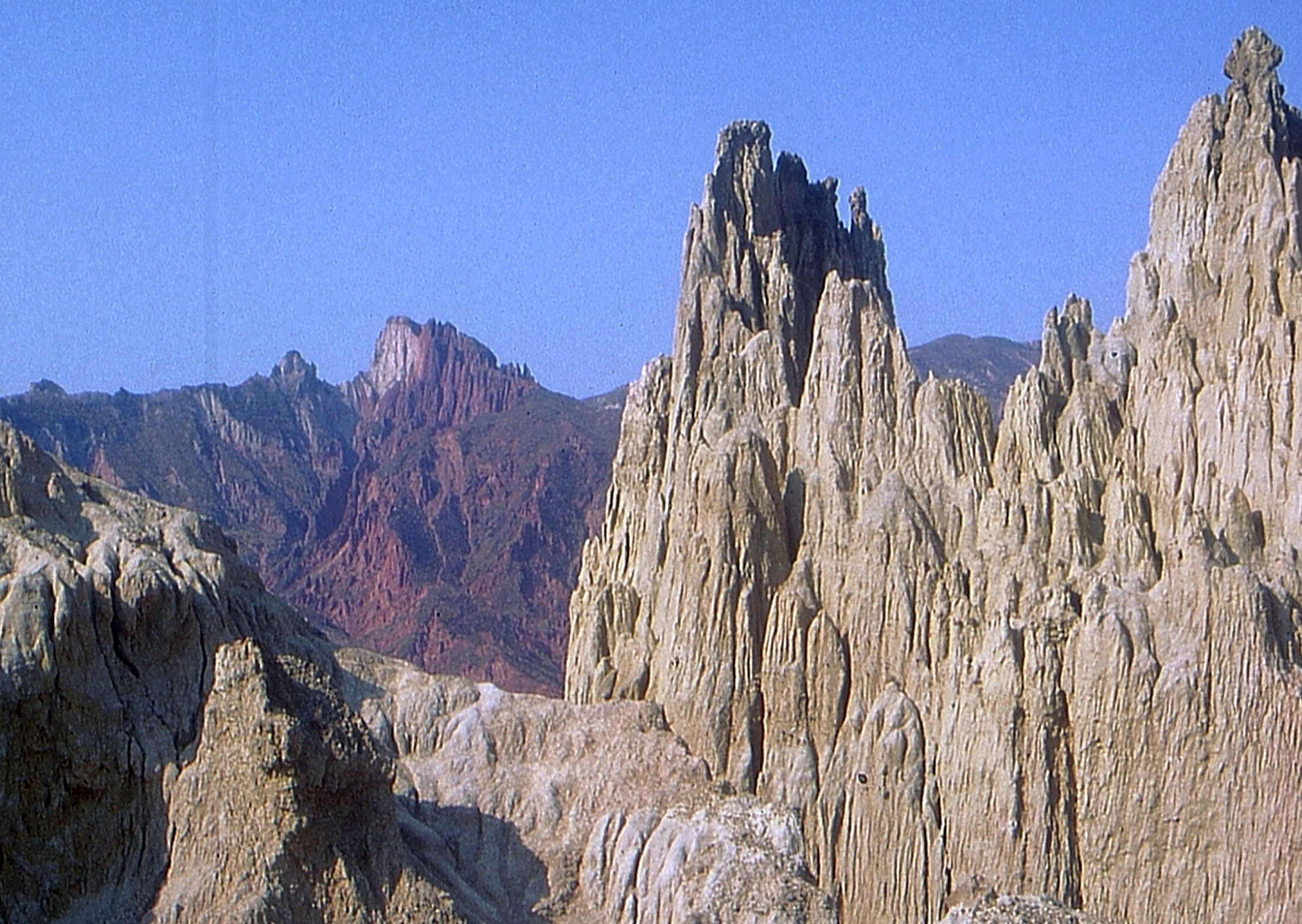
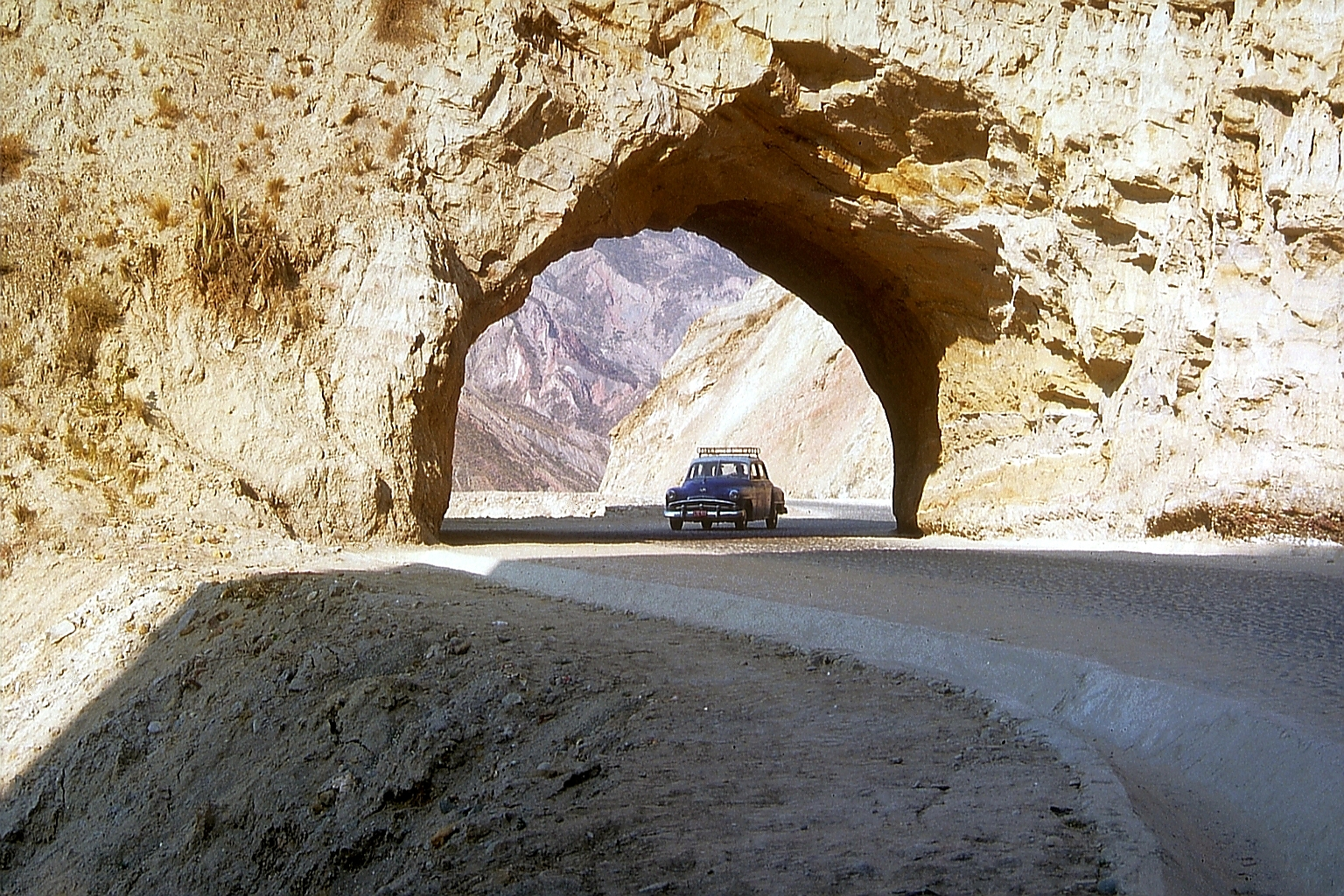
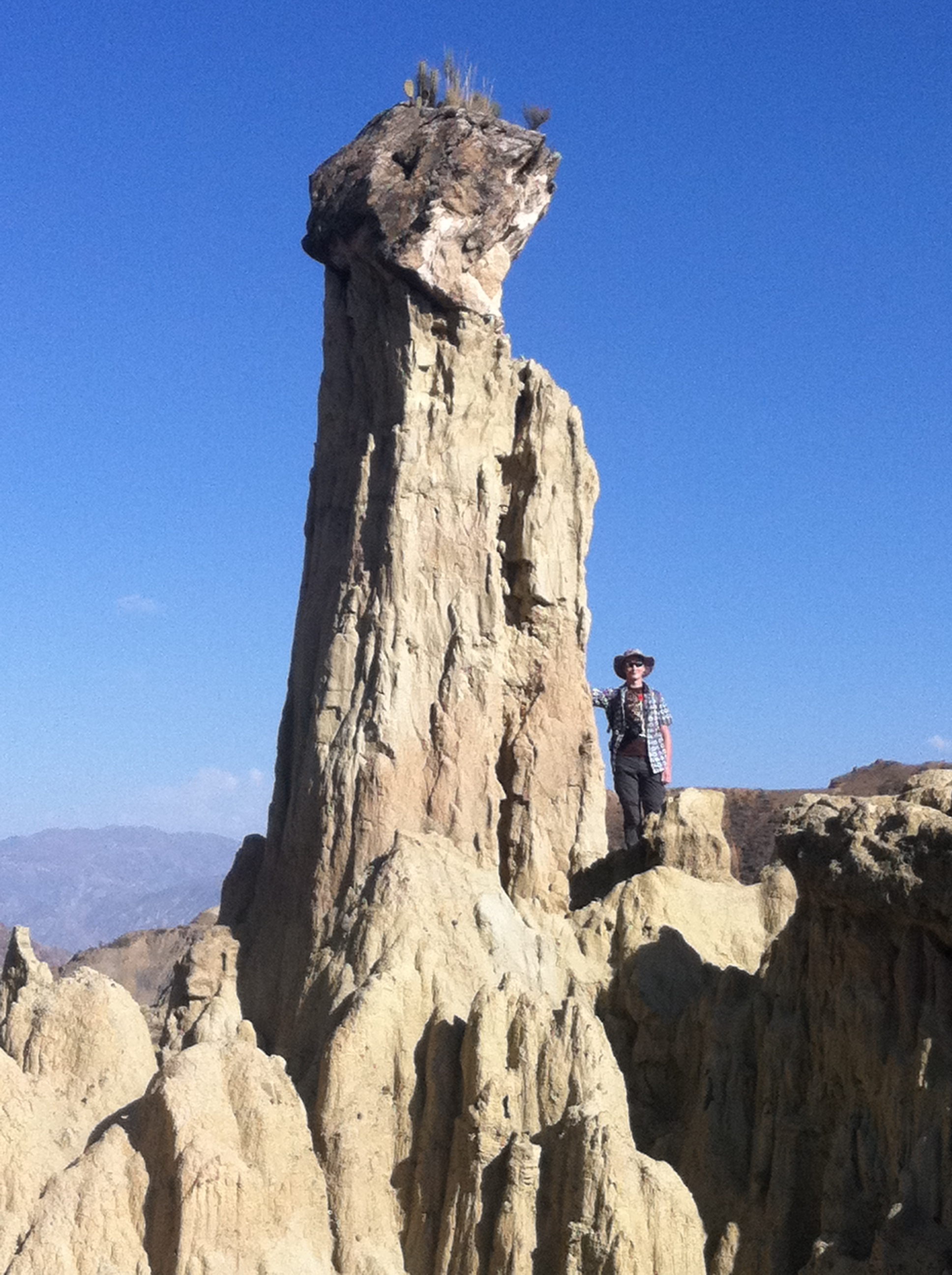